# Chef in Nood
Chef in Nood is een Vlaamse televisiereeks gebaseerd op het format van Ramsay's Kitchen Nightmares waarin chef-kok Gordon Ramsay restaurants in nood erbovenop helpt. In de Vlaamse versie was Luc Bellings de kok van dienst in de eerste twee seizoenen van de televisieserie. Na een conflict tussen Bellings en Eyeworks nam Stéphane Buyens vanaf het derde seizoen de rol van de reddende kok over.
Het programma laat de deelnemende restaurants niet onberoerd. Sommige restaurants zijn opgetogen over de impact van de begeleiding en de uitzending van het programma, andere restaurants ervaren hun deelname achteraf negatief.
De vier (korte) seizoenen van het programma Chef in Nood bestonden elke maal uit vier tot vijf afleveringen.

## Trivia
- In Nederland was ook een op deze formule gebaseerde serie te zien, Herrie in de keuken!.